# 天祖神社 (葛飾区新小岩)

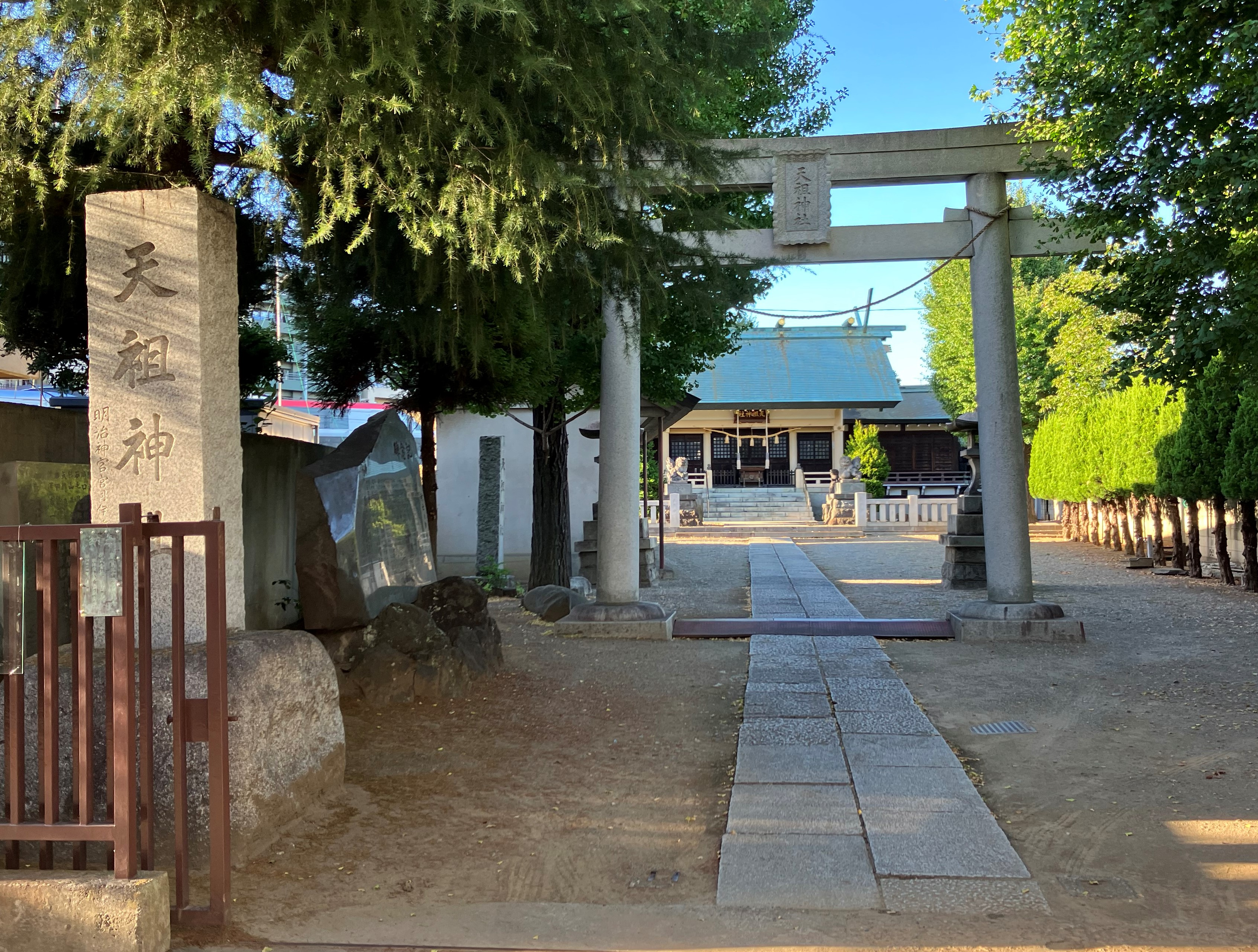
鳥居

天祖神社（てんそじんじゃ）は、東京都葛飾区の神社。

## 歴史
創建年代は不明である。元々は「五社明神社」と称しており、祭神も不明と記録されている。ただ、当地は伊勢神宮の荘園「葛西御厨」だったことから、その頃に伊勢神宮より分霊を勧請したものと推測される。
江戸時代は下小松村の鎮守であった。明治になり天照大神を祀る天祖神社となった。
元々は別の場所にあったが、国鉄（現JR東日本）総武線の拡幅で旧境内が収用されることになったため、1954年（昭和29年）に現在地に移転した。

## 交通アクセス
- 新小岩駅より徒歩17分。